# DFS Group
DFS Group Limited — один из пионеров и крупнейших мировых операторов магазинов беспошлинной торговли. Компания основана в 1960 году в Гонконге, с 1997 года входит в состав холдинга LVMH. Магазины DFS Group расположены в 11 аэропортах (сеть DFS) и 20 городах мира (сеть T Galleria), в них представлены более 700 ведущих мировых брендов.
В 2019 году магазины DFS Group посетили 176 млн путешественников. По состоянию на 2021 год контрольный пакет акций DFS Group принадлежал крупнейшему в мире конгломерату товаров класса люкс LVMH и соучредителю компании Роберту Миллеру.

## История
В ноябре 1960 года американские бизнесмены Роберт Уоррен Миллер и Чарльз Фрэнсис Фини основали в Гонконге компанию Tourists International, которая вскоре была переименована в Duty Free Shoppers (DFS). Миноритарными акционерами компании были Алан Паркер (20 %) и Энтони Пиларо (2,5 %). На начальном этапе деятельности основной своей целевой аудиторией коммерсанты видели американских военнослужащих и туристов, следующих в Азию. В 1961—1962 годах DFS открыла магазины беспошлинной торговли в аэропортах Гонконга и Гонолулу (первый магазин дьюти-фри в США).
В 1968 году DFS вышла за пределы аэропортов и открыла свой первый магазин в центральной части города — в Коулуне. В 1970-х годах DFS росла благодаря волне японских туристов, открыв магазины в аэропорту Сан-Франциско и центре Сингапура. В 1980 году открылся магазин в аэропорту Чанги; в 1982 году Роберт Миллер заказал Энди Уорхолу создать логотип для DFS. В 1995 году первый универмаг новой сети DFS Galleria открылся на острове Гуам.
В 1997 году крупнейшим акционером DFS стала французская группа Moët Hennessy Louis Vuitton (свои доли в компании за 2,5 млрд долл. продали Фини, Паркер и Пиларо, против чего выступал Миллер, оставшийся акционером DFS). В 2005 году на Окинаве открылся универмаг DFS Galleria, в котором впервые была применена новая концепция «магазин в магазине». В 2006 году DFS учредила «Клуб платиновых услуг», в 2008 году в Макао, в отеле Four Seasons открылся флагманский универмаг. В 2010 году был создан университет DFS для обучения сотрудников и партнёров.
В 2012 году магазины DFS посетило 200 млн путешественников. В 2013 году сеть DFS достигла 420 магазинов. В том же году компания провела ребрендинг своих универмагов, основав сеть T Galleria. В 2015 году DFS запустила два новых формата — сеть магазинов элитных спиртных напитков и сеть магазинов парфюмерии и косметики T Galleria Beauty.
В 2016 году DFS открыла T Galleria Angkor в Сиемреапе, T Galleria в City of Dreams (Макао) и первый магазин T Galleria в Европе — во дворце Фондако-деи-Тедески (Венеция). В 2020 году DFS приобрела 22 % акций в китайской компании Shenzhen Duty Free Ecommerce Co., в 2021 году DFS открыла T Galleria в Хайкоу (в партнёрстве с китайской корпорацией Shenzhen Duty Free Group) и отреставрированный парижский универмаг Samaritaine Paris Pont-Neuf (на открытии присутствовали президент Эмманюэль Макрон, его супруга Брижит Макрон, мэр Парижа Анн Идальго и глава LVMH Бернар Арно).

## Структура
885 магазинов DFS Group представлены в следующих регионах мира:
- Азия — Гонконг (T Galleria by DFS Canton Road, T Galleria by DFS Tsim Sha Tsui East, T Galleria Beauty by DFS Causeway Bay, T Galleria Beauty by DFS MOKO), Макао (T Galleria by DFS City of Dreams, T Galleria by DFS Shoppes at Four Seasons, T Galleria by DFS Studio City, T Galleria Beauty by DFS Galaxy Macau, T Galleria Beauty by DFS MGM Cotai, T Galleria Beauty by DFS MGM Macau, T Galleria Beauty by DFS Wynn Palace), Сиемреап (T Galleria by DFS Angkor), Сингапур (T Galleria by DFS Singapore, DFS Singapore Changi Airport, DFS Singapore Cruise Centre Harbourfront, DFS Singapore Cruise Centre Tanah Merah), Бали (T Galleria by DFS Bali, DFS Ngurah Rai International Airport), Окинава (T Galleria by DFS Okinawa, DFS Naha Airport), Осака (DFS Kansai International Airport), Абу-Даби (DFS Abu Dhabi International Airport).
- Океания — Гуам (T Galleria by DFS Guam), Сайпан (T Galleria by DFS Saipan, DFS Saipan International Airport), Гавайи (T Galleria by DFS Hawaii, DFS Daniel K. Inouye International Airport, DFS Kahului Airport), Кэрнс (T Galleria by DFS Cairns), Сидней (T Galleria by DFS Sydney), Брисбен, Окленд (T Galleria by DFS Auckland), Куинстаун.
- Северная Америка — Лос-Анджелес (DFS Los Angeles International Airport), Сан-Франциско (DFS San Francisco International Airport), Нью-Йорк (DFS John F. Kennedy International Airport).
- Европа — Париж (La Samaritaine), Венеция (T Fondaco Dei Tedeschi by DFS).

### Совместные предприятия
- Хайкоу (DFS Haikou Mission Hills Duty-Free Complex), Токио (TIAT Duty Free Haneda International Airport), Нарита (JAL Duty Free Narita International Airport), Ханой (NASCO Duty Free Noi Bai International Airport), Холонг (Halong Bay Cruise Terminal), Хошимин (SASCO Duty Free Tan Son Nhat International Airport), Фукуок (Phu Quoc International Airport).

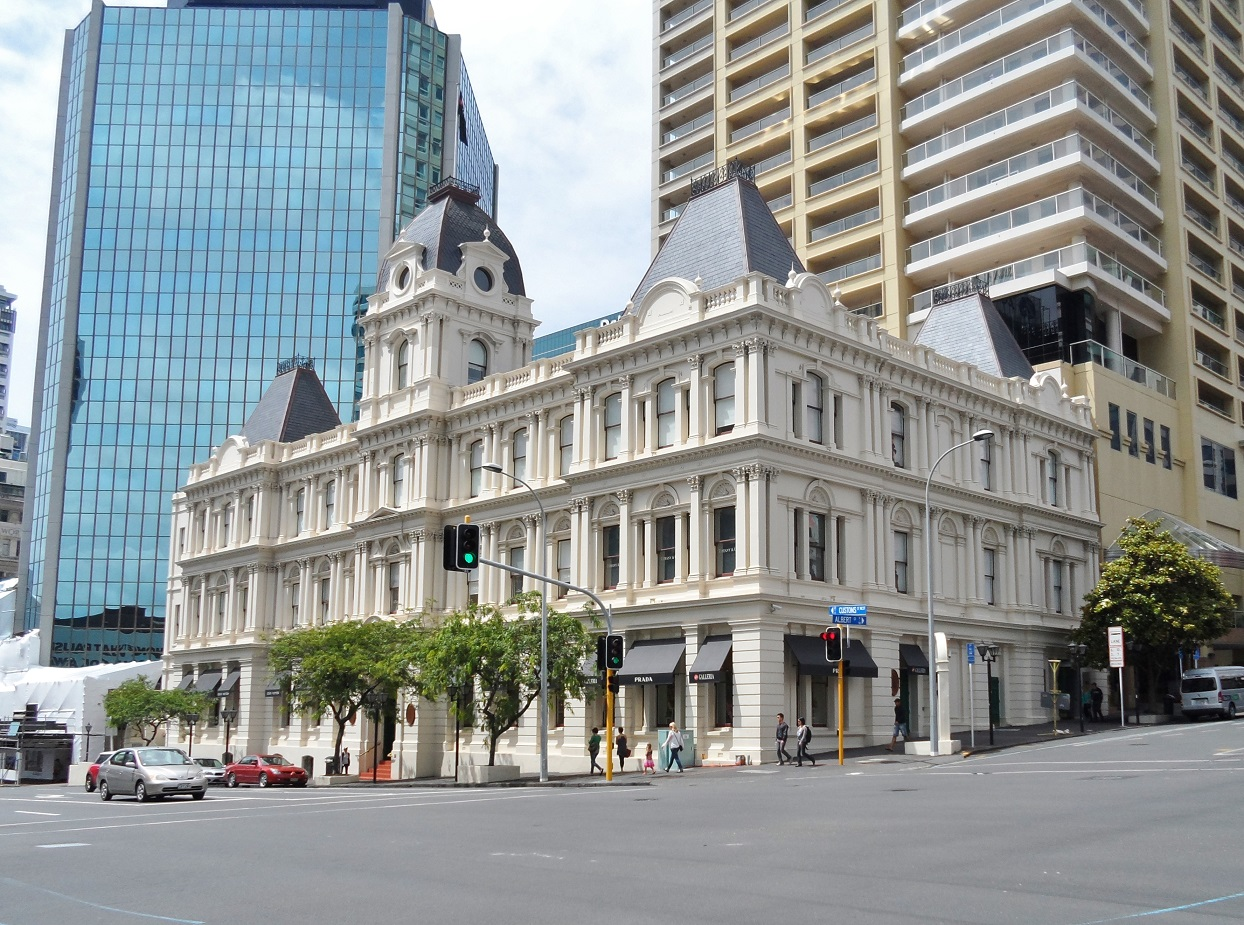
T Galleria (Окленд)
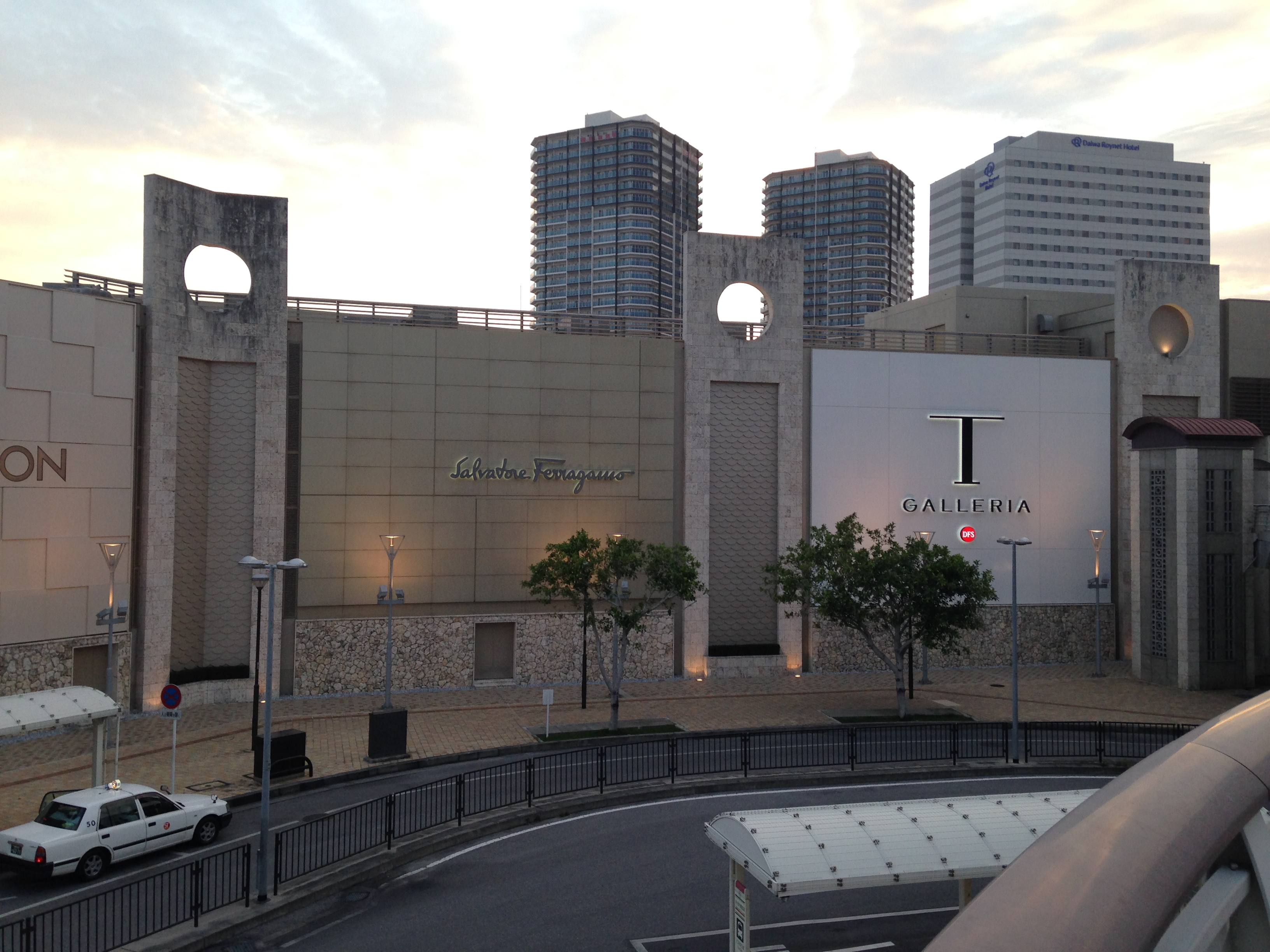
T Galleria (Окинава)
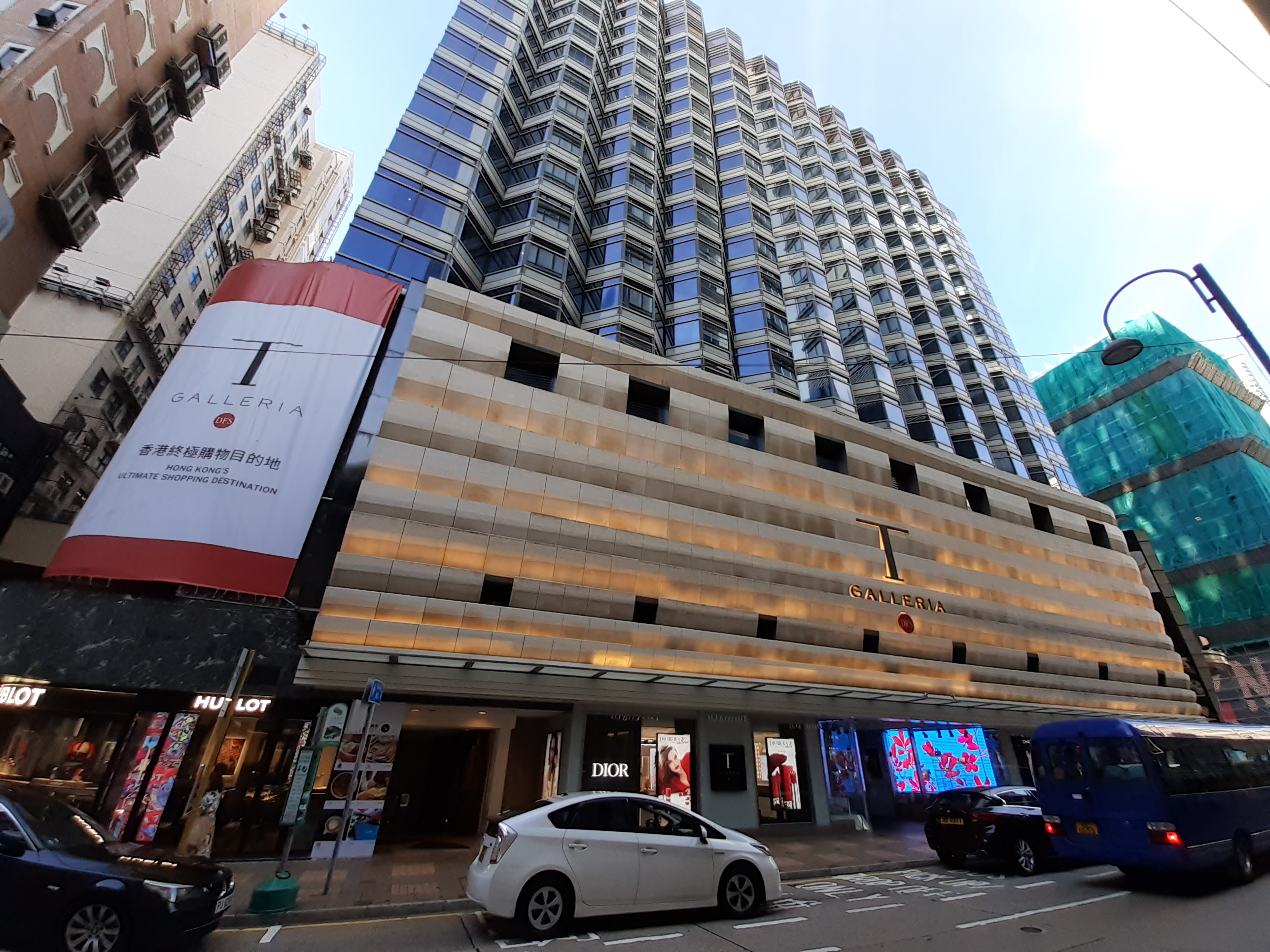
T Galleria (Гонконг)
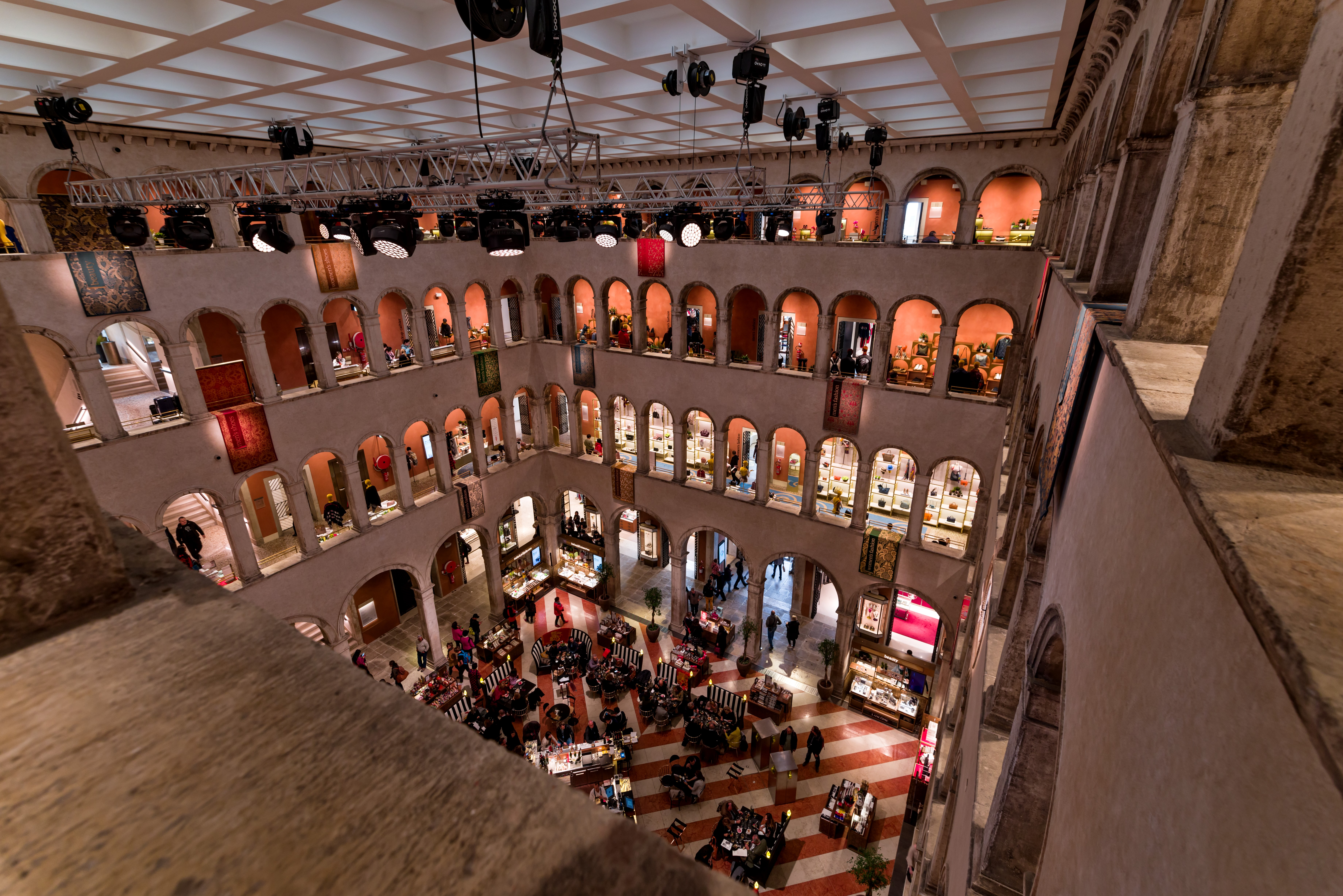
T Galleria (Венеция)
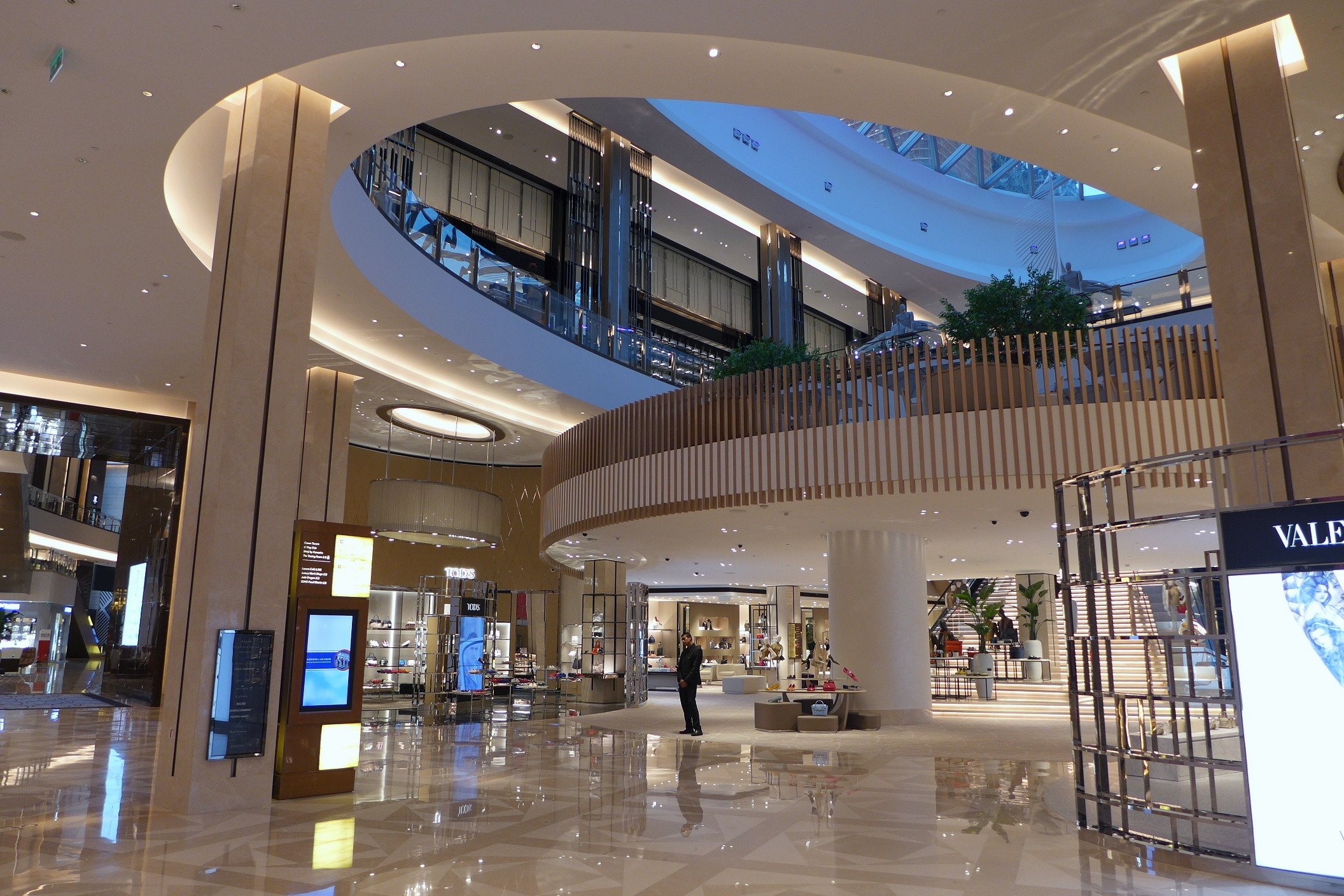
T Galleria (Макао)

## Бренды
В магазинах DFS Group представлены бренды A. Lange & Söhne, Absolut, Acqua di Parma, Adidas, Alexander McQueen, Antinori, Ardbeg, Armani, Audemars Piguet, Bacardi, Baccarat, Baileys, Balenciaga, Ballantine’s, Bally, Bang & Olufsen, Baume & Mercier, Bell & Ross, Bénédictine, Benefit Cosmetics, Berluti, Blancpain, Bombay Sapphire, Bottega Veneta, Breguet, Breitling, Bruichladdich, Budweiser, Burberry, Bushmills, Bulgari, Cadbury, Calvin Klein, Campari, Captain Morgan, Carlsberg, Cartier, Casio, Céline, Champion, Chanel, Château Calon-Segur, Château Cos d’Estournel, Château Haut-Brion, Château Lafite-Rothschild, Château Latour, Château Margaux, Château Mouton-Rothschild, Château Palmer, Château d'Yquem, Chaumet, Chivas Regal, Chloé, Chopard, Christian Louboutin, Christian Dior, Chupa Chups, Citizen, Clinique, Coach, Corona, Courvoisier, De Beers, Diesel, Disney, DKNY, Dolce & Gabbana, Dom Pérignon, Domaine de la Romanée-Conti, Dries van Noten, Dunhill, Elie Saab, Elizabeth Arden, Emporio Armani, Esprit, Estée Lauder, Fendi, Ferrari, Ferrero Rocher, Finlandia, Fjällräven, Fossil, Fragonard Parfumeur, Franck Muller, Furla, Geox, Givenchy, Gordon’s, Gucci, Guerlain, Guess, Guinness, Havana Club, Helena Rubinstein, Hennessy, Henry Moser & Cie, Hermès, Hershey’s, Hublot, Hugo Boss, IWC Schaffhausen, J. M. Weston, Jack Daniel’s, Jaeger-LeCoultre, Jameson, Jean-Paul Gaultier, Jelly Belly, Jim Beam, Jimmy Choo, Johnnie Walker, Jägermeister, Kahlúa, Kenzo, Krug, Kweichow Moutai, L’Oréal, La Perla, Lacoste, Lancôme, Lanvin, LEGO, Loewe, Longines, Louis Vuitton, M&M’s, MAC cosmetics, Malibu, Manolo Blahnik, Marc Jacobs, Martell, Martini, Max Mara, Michael Kors, Milka, Miu Miu, Montblanc, Moët & Chandon, Moschino, Mount Gay, Nestlé, New Balance, Nina Ricci, Nutella, Omega, Paco Rabanne, Pandora, Paul Smith, Pétrus, Piaget, Pierre Cardin, Polaroid, Polo Ralph Lauren, Porsche Design, Prada, Pringles, Puma, Ray-Ban, Reebok, Rémy Martin, Revlon, Robert Mondavi, Roberto Cavalli, Ruinart, Salvatore Ferragamo, Seiko, Sergio Rossi, Shanghai Tang, Sheridan’s, Shiseido, Sisley, Smirnoff, Sonia Rykiel, Stella McCartney, Swarovski, Swatch, TAG Heuer, Thierry Mugler, Tiffany & Co., Timberland, Tissot, Tod’s, Tom Ford, Tommy Hilfiger, UGG, Ulysse Nardin, Vacheron Constantin, Valentino, Van Cleef & Arpels, Versace, Veuve Clicquot, Vichy, Victoria’s Secret.

## Галерея

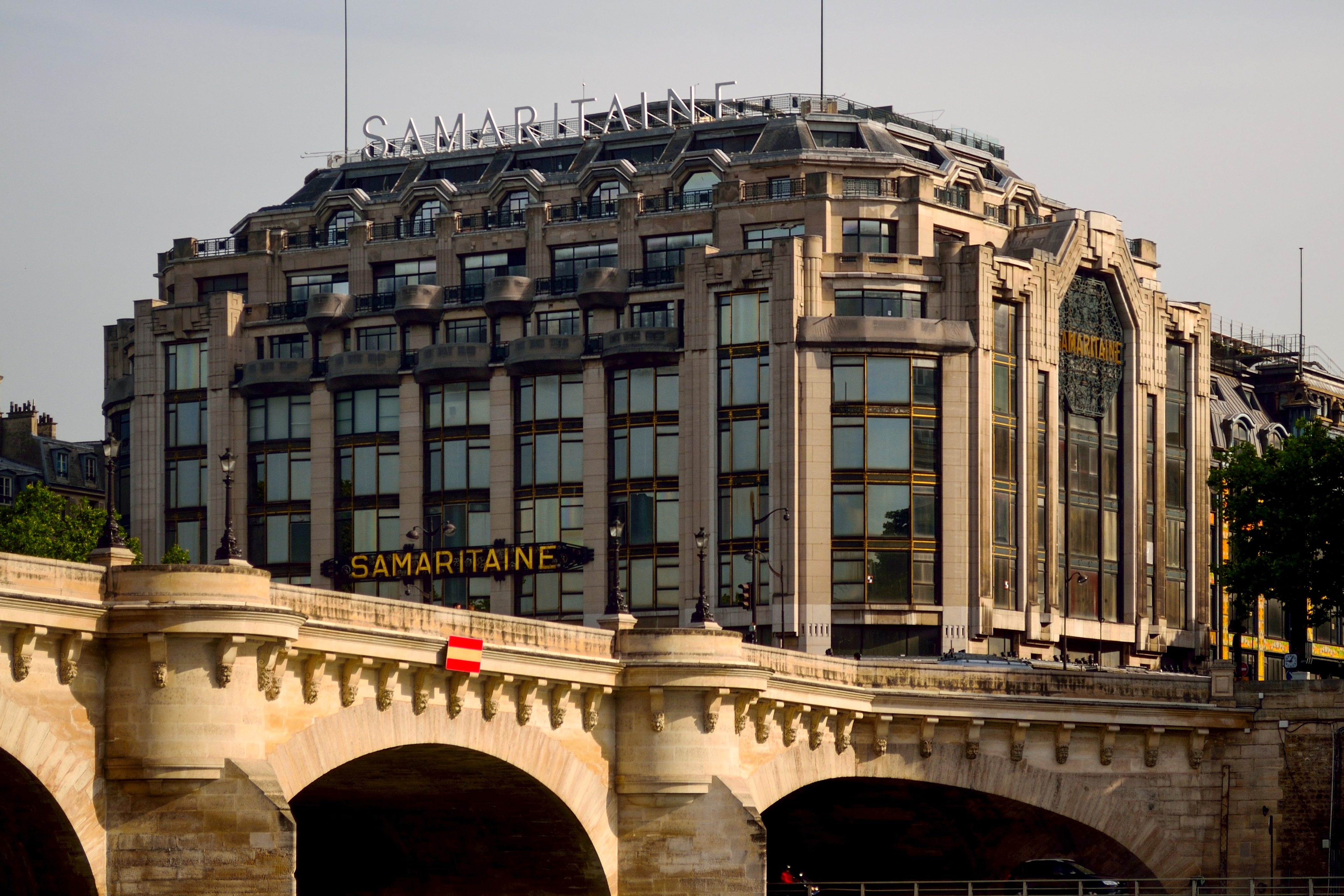
La Samaritaine (Париж)
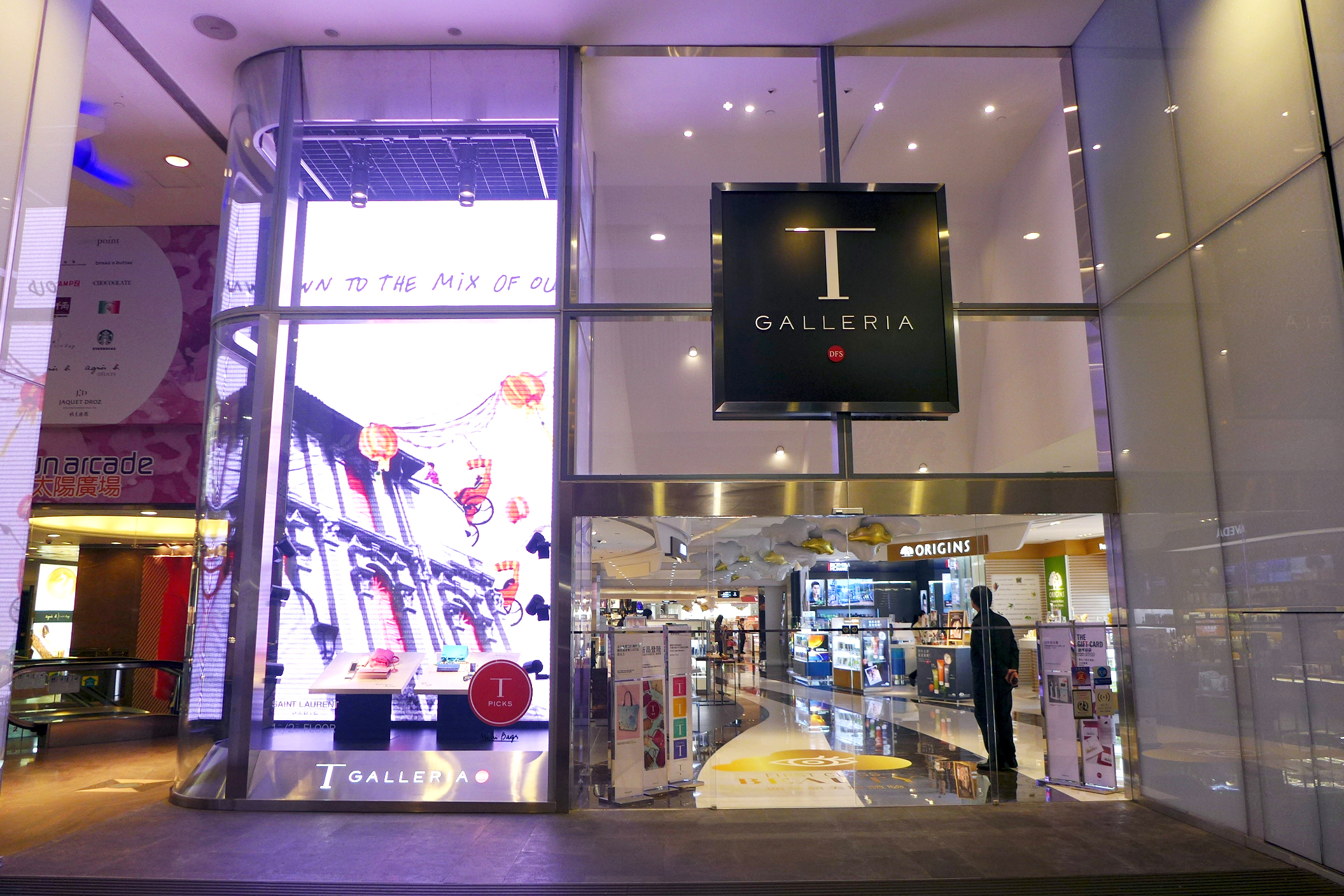
T Galleria (Гонконг)
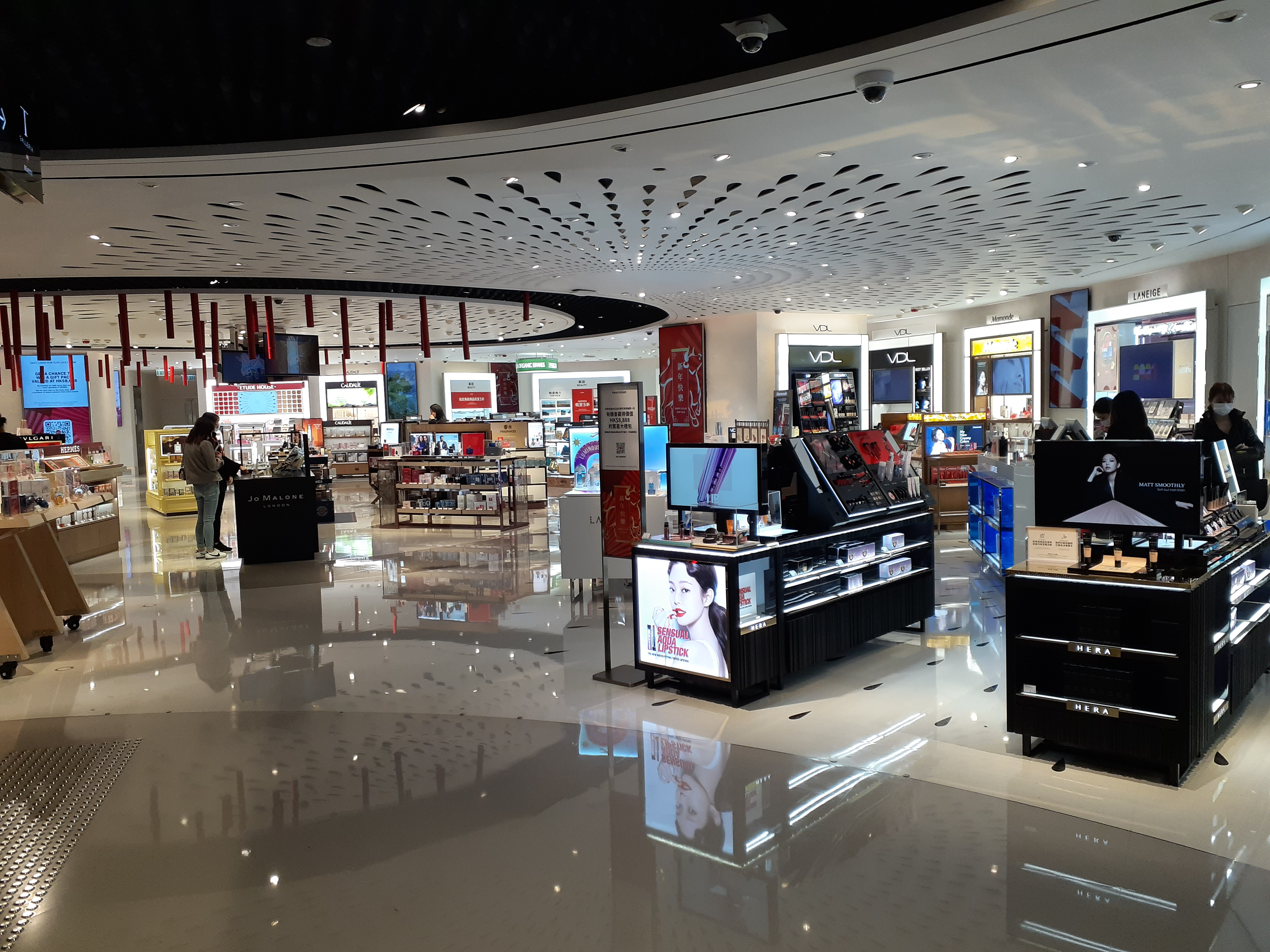
T Galleria (Гонконг)
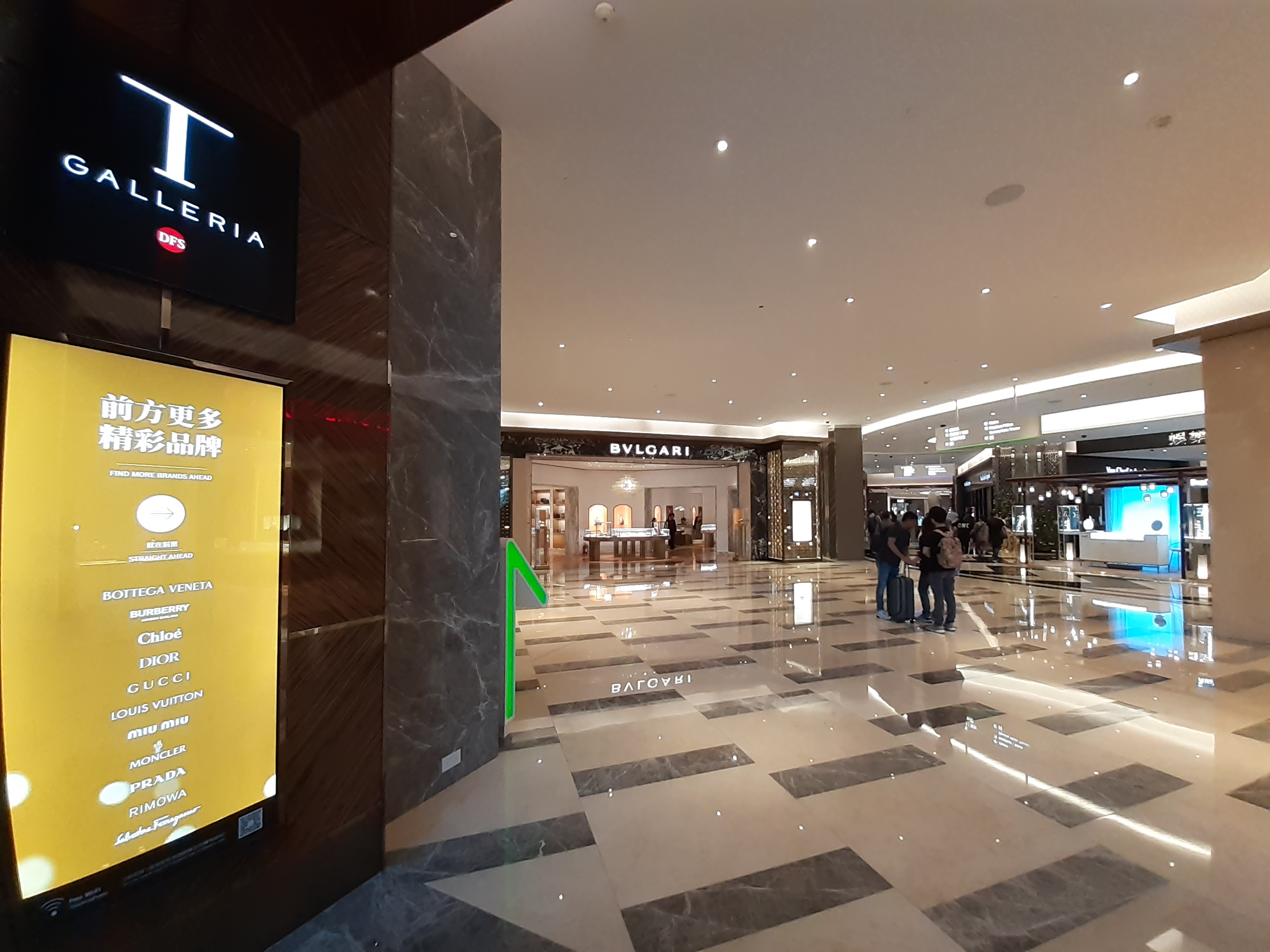
T Galleria (Макао)
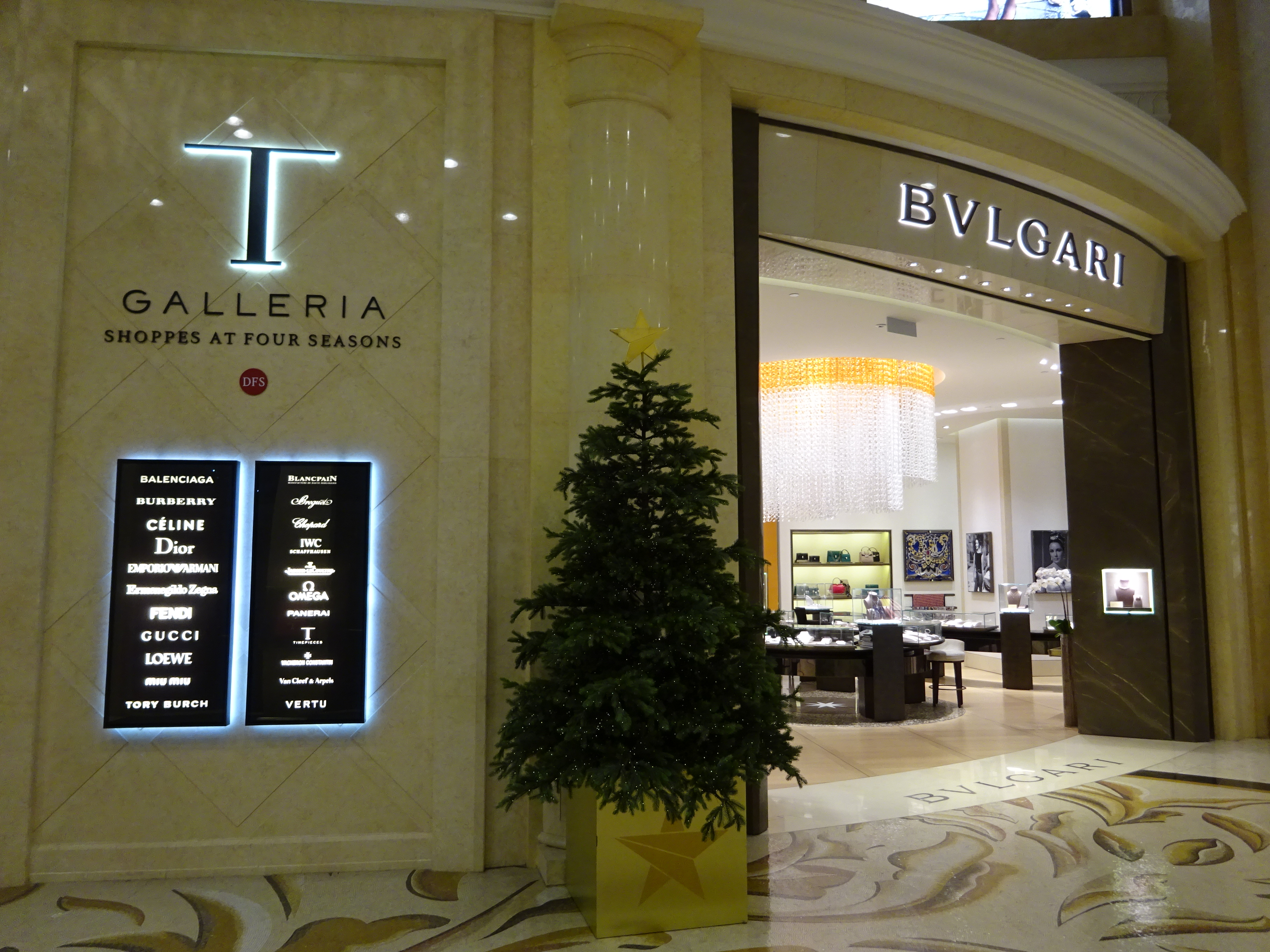
T Galleria (Макао)

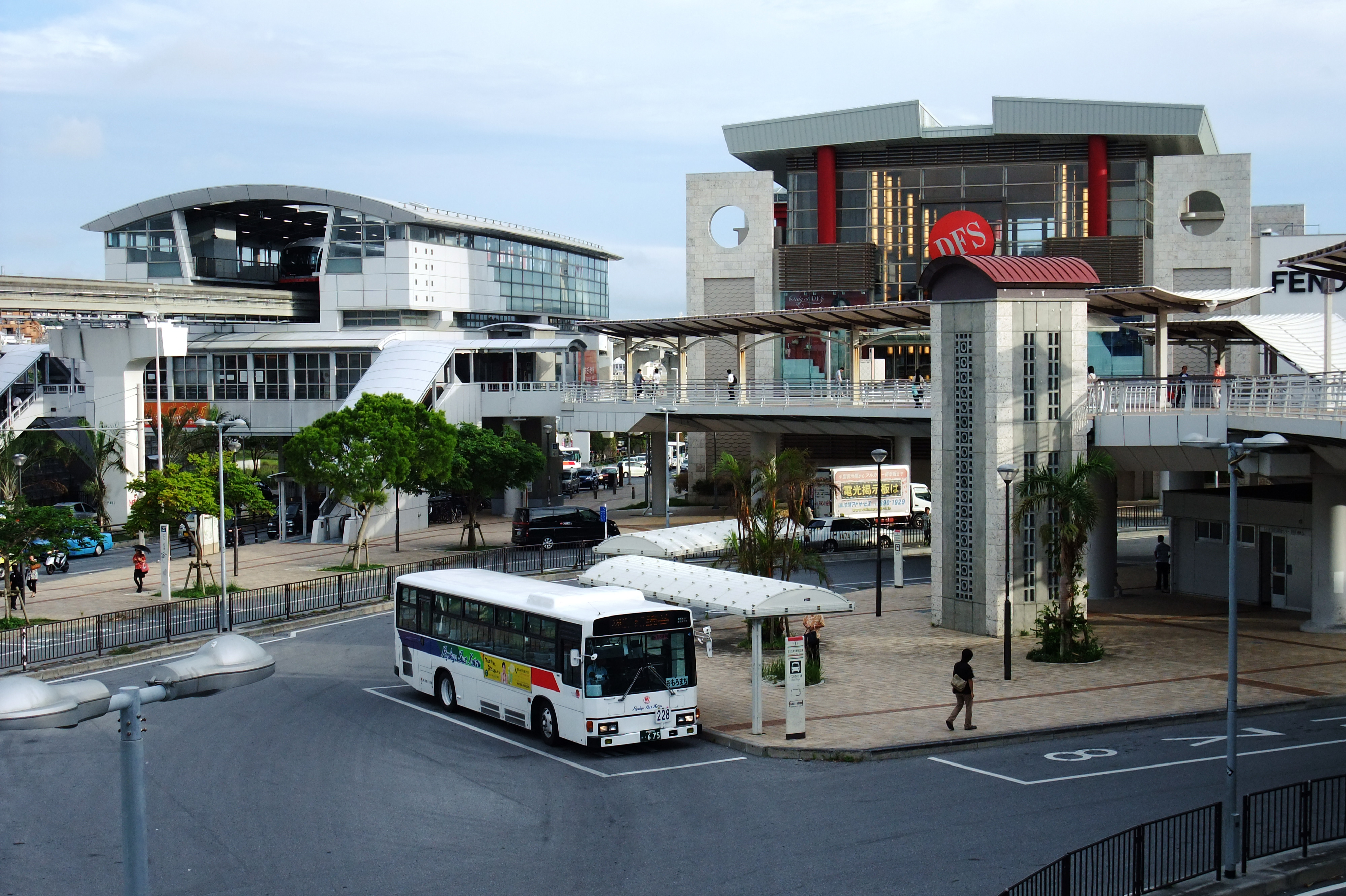
DFS (Окинава)
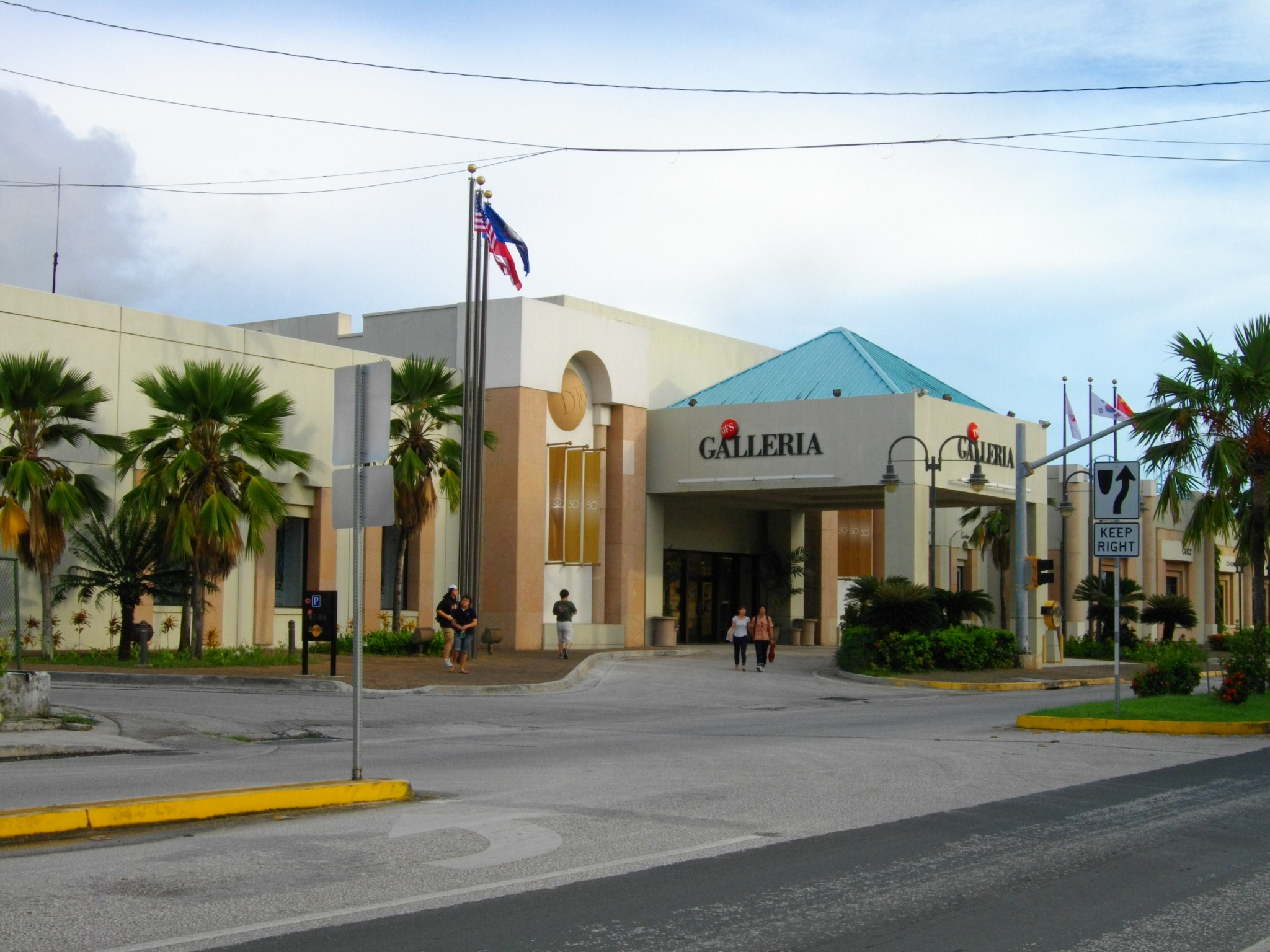
DFS (Сайпан)
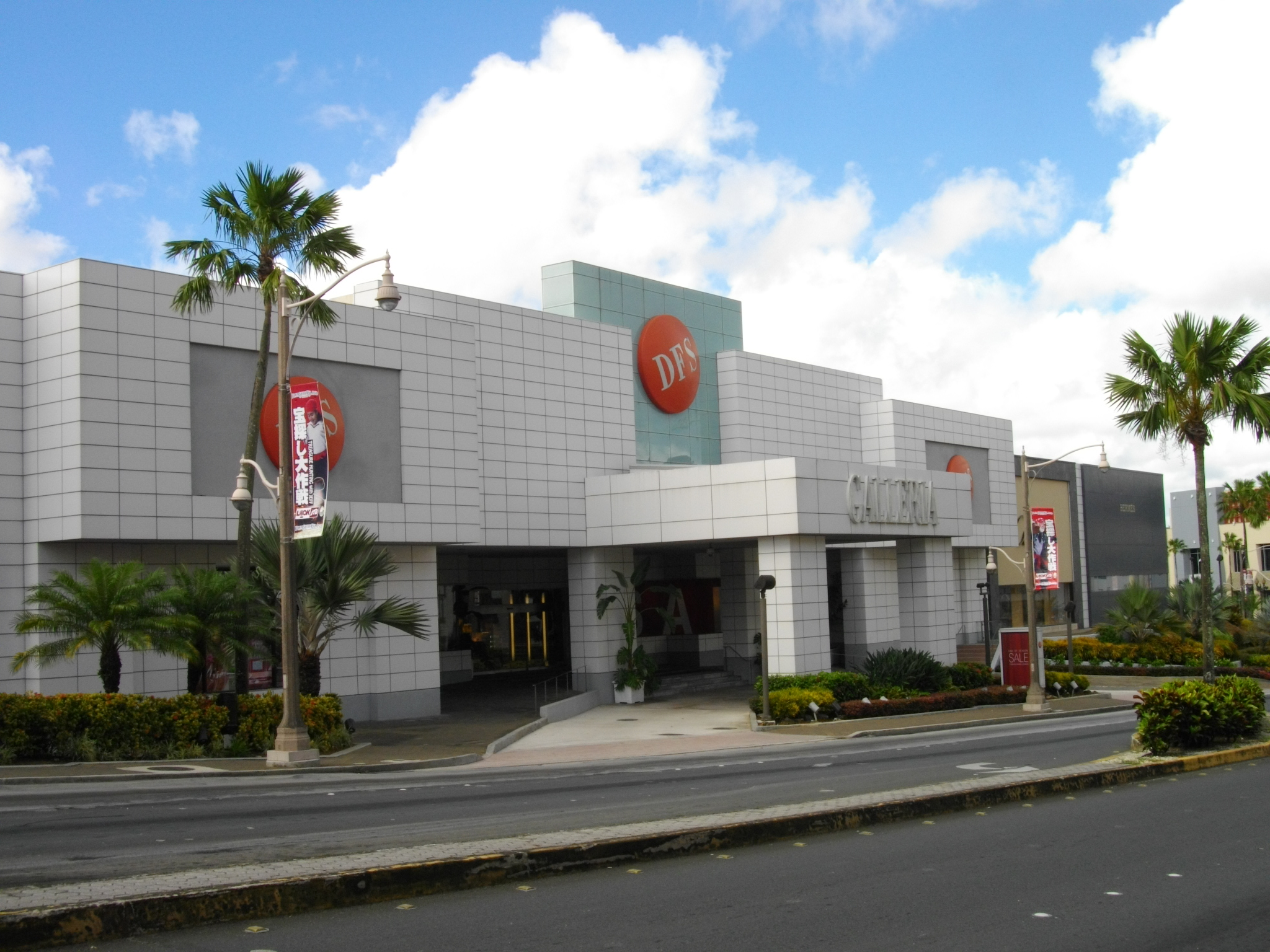
DFS (Гуам)
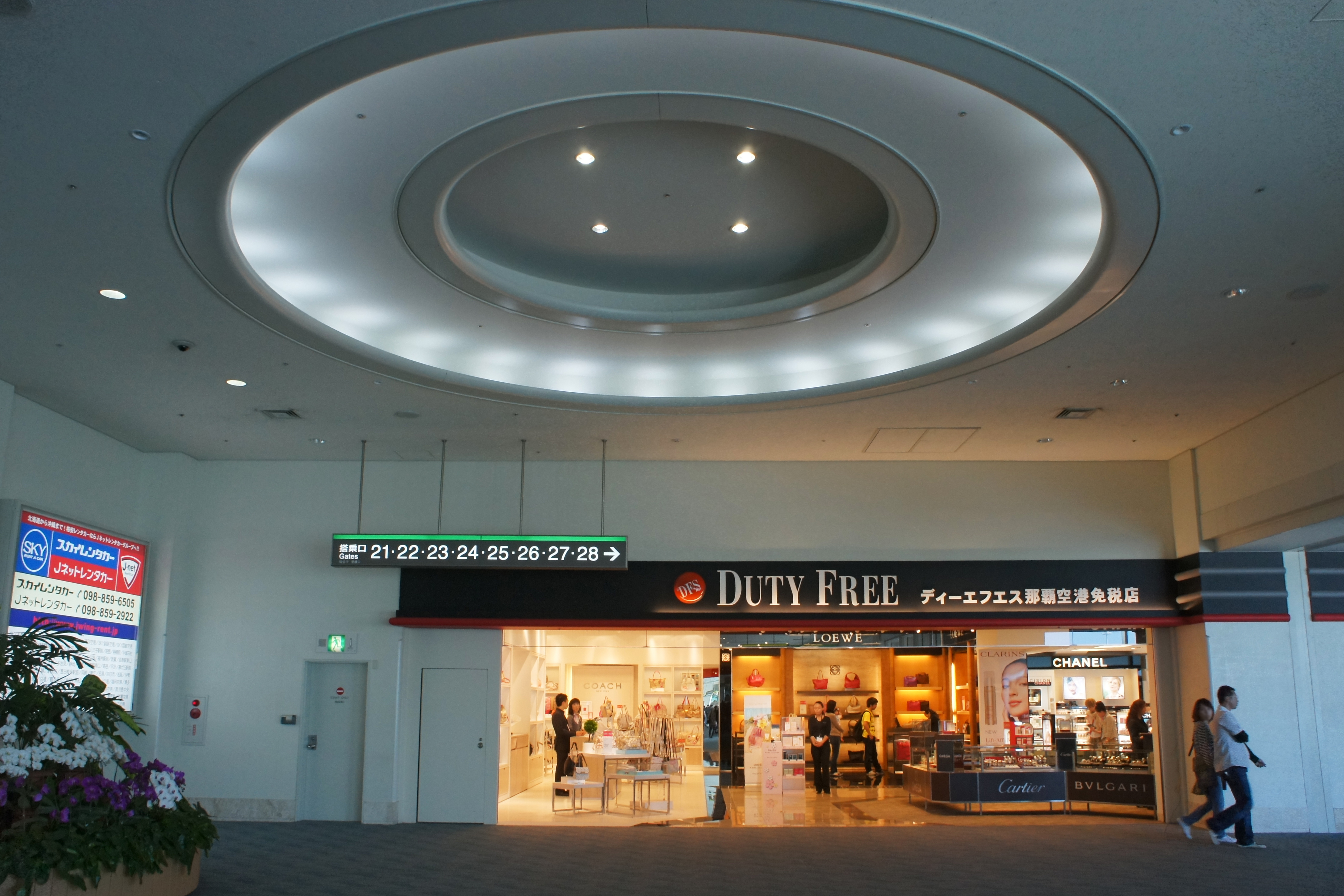
DFS (Окинава)
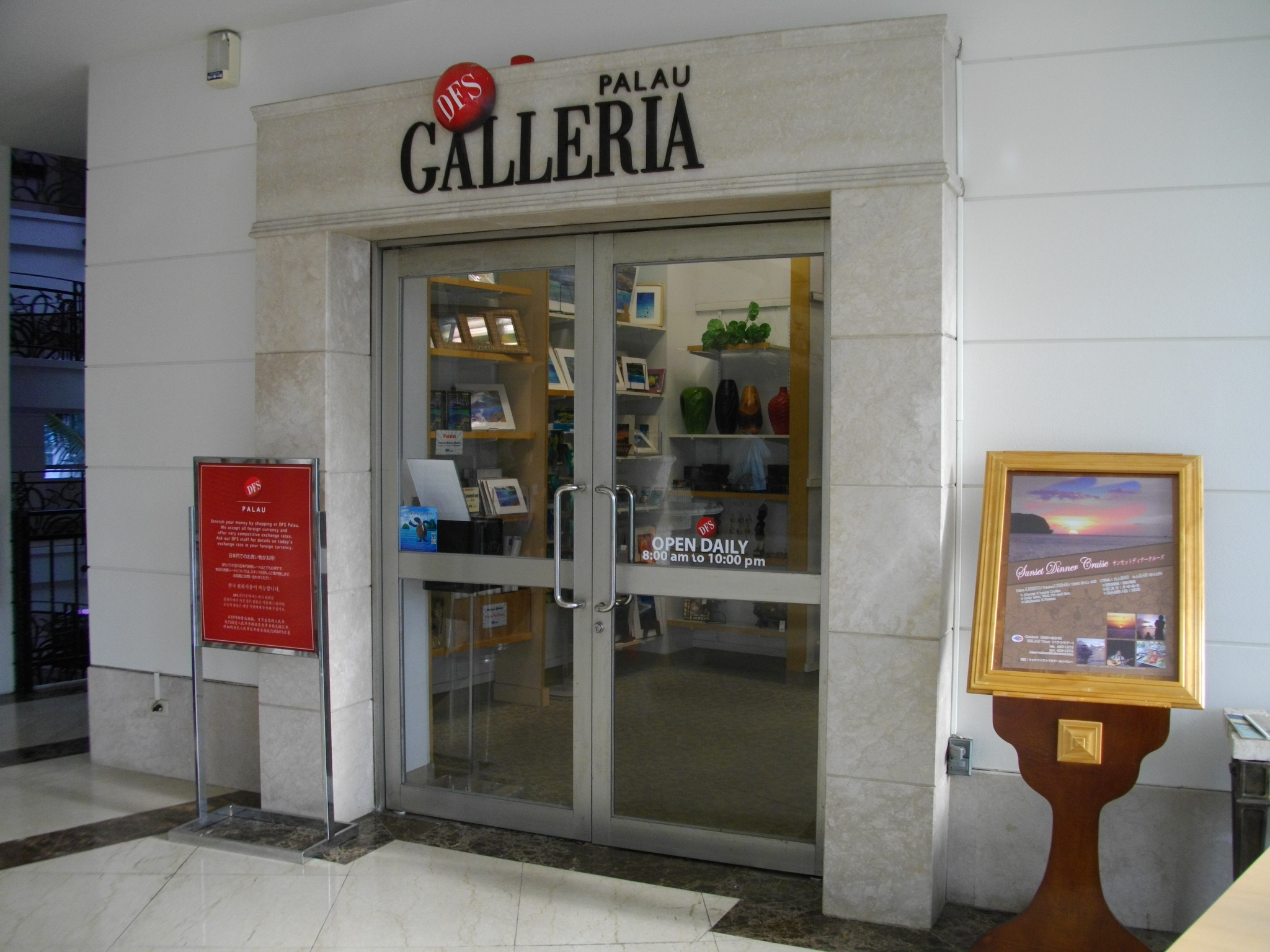
DFS (Палау)